# Olympische Sommerspiele 2016/Teilnehmer (Bhutan)
| Gelbes Symbol für Goldmedaillen mit stilisierten Olympischen Ringen | Graues Symbol für Silbermedaillen mit stilisierten Olympischen Ringen | Braundes Symbol für Bronzemedaillen mit stilisierten Olympischen Ringen |
| ------------------------------------------------------------------- | --------------------------------------------------------------------- | ----------------------------------------------------------------------- |
| —                                                                   | —                                                                     | —                                                                       |

Bhutan nahm an den Olympischen Spielen 2016 in Rio de Janeiro teil. Es war die insgesamt neunte Teilnahme an Olympischen Sommerspielen. Das Olympische Komitee Bhutans nominierte zwei Athletinnen in zwei Sportarten.

## Teilnehmer nach Sportarten

### Bogenschießen
| Athleten | Wettbewerb | Qualifikation | Qualifikation | 1. Runde                 | 1. Runde      | 2. Runde      | 2. Runde      | Achtelfinale  | Achtelfinale  | Viertelfinale | Viertelfinale | Halbfinale    | Halbfinale    | Finale        | Finale        | Rang          |
| Athleten | Wettbewerb | Ringe         | Rang          | Gegner                   | Ergebnis      | Gegner        | Ergebnis      | Gegner        | Ergebnis      | Gegner        | Ergebnis      | Gegner        | Ergebnis      | Gegner        | Ergebnis      | Rang          |
| -------- | ---------- | ------------- | ------------- | ------------------------ | ------------- | ------------- | ------------- | ------------- | ------------- | ------------- | ------------- | ------------- | ------------- | ------------- | ------------- | ------------- |
| Frauen   |            |               |               |                          |               |               |               |               |               |               |               |               |               |               |               |               |
| Karma    | Einzel     | 588           | 60            | Tujana Daschidorschijewa | 3–7 (122:135) | ausgeschieden | ausgeschieden | ausgeschieden | ausgeschieden | ausgeschieden | ausgeschieden | ausgeschieden | ausgeschieden | ausgeschieden | ausgeschieden | ausgeschieden |

### Schießen
| Athleten       | Wettbewerb          | Qualifikation   | Qualifikation | Finale          | Finale        | Ringe/ Scheiben | Rang |
| Athleten       | Wettbewerb          | Ringe/ Scheiben | Rang          | Ringe/ Scheiben | Rang          | Ringe/ Scheiben | Rang |
| -------------- | ------------------- | --------------- | ------------- | --------------- | ------------- | --------------- | ---- |
| Frauen         |                     |                 |               |                 |               |                 |      |
| Lenchu Kunzang | Luftgewehr 10 Meter | 404,9           | 45            | ausgeschieden   | ausgeschieden | 404,9           | 45   |